# 圖帕河

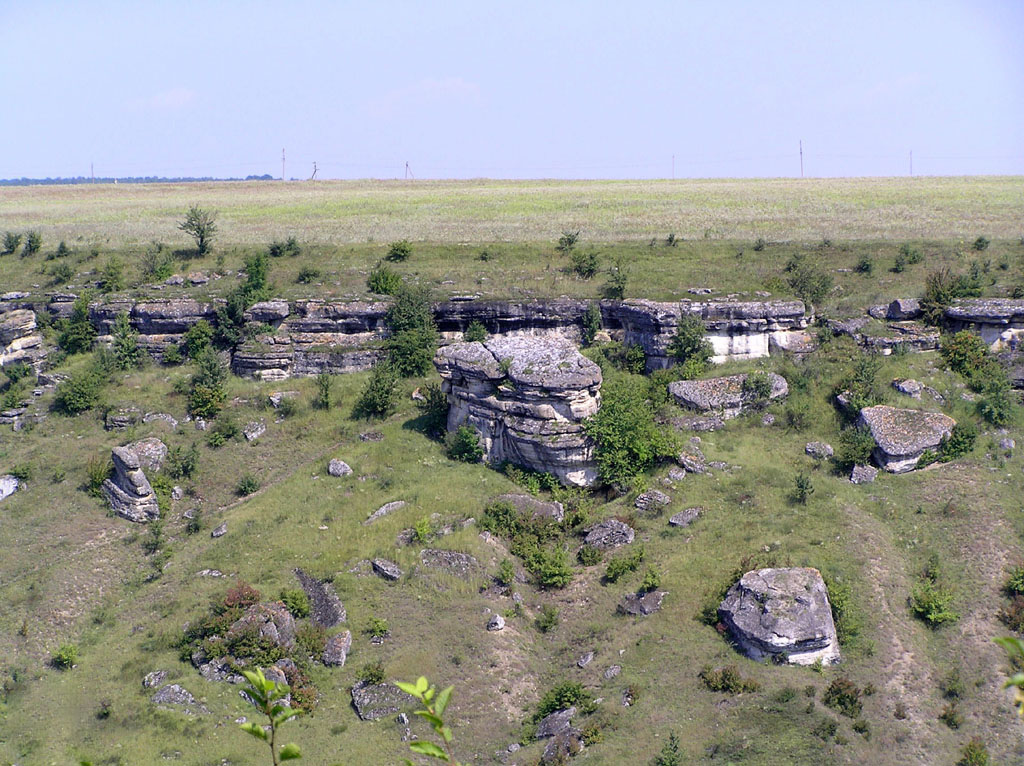

圖帕河（烏克蘭語：Тупа），是烏克蘭的河流，位於該國西部捷爾諾波爾州，屬於塞雷特河的支流，流經喬爾特基夫區，河道全長44公里，流域面積229平方公里。